# Isabella (comté de Chester, Pennsylvanie)
Pour les articles homonymes, voir Isabella.
Isabella est un lieu habité situé dans le township de West Nantmeal, dans le comté de Chester, en Pennsylvanie, aux États-Unis. Il est situé à une altitude estimée de 197 mètres.

## Histoire
La communauté tire son nom du fourneau Isabella situé à proximité. 